# Ferdinando I. Medičejski
Ferdinando I. Medičejski, kardinal, nadvojvoda Toskanski, * 30. julij 1549, Firence, † 3. februar 1609, Firence.
Ferdinando I. je 1587 nasledil svojega starejšega brata Francesca I. Bil je razumen in odločen vladar, ki je po slabem vodenju predhodnika ponovno uredil državo, pospešil gospodarstvo, povečal blagostanje ljudi in Medičejcem povrnil precej nekdanjega ugleda.

## Kardinal v Rimu
Ferdinando I. je odšel v Rim 1563 kot petnajstletni kardinal. V desetih leti je postal vpliven član svetega kolegija. Imel je malo smisla za religiozno življenje, dobro pa je deloval kot upravitelj. Ustanovil je tiskarno za orientalske jezike in pisave, ki naj bi odprla možnosti za katoliško misijonsko delovanje na orientu. Zanimal se je za klasično kiparstvo in zbral veliko zbirko v glavnim rimskih kopij grških kipov, ki jih je razstavil v vili Medici v Rimu.

## Nadvojvoda Toskanski
Ko je osemintridesetleten prevzel vodenje države, se je izkazal kot razumen voditelj, neodvisen v svojih odločitvah. Prenovil je sodni sistem in se resnično zavzel za blaginjo državljanov. Vlada je postala manj koruptivna, finance stabilnejše, trgovina in poljedelstvo sta zacvetela. Medičejska banka je spet prinašala velike dobičke. Firence so se razvijale, področje okrog Pise je z melioracijami postalo uporabno. V Firencah je dal zgraditi trdnjavo  Forte di Belvedere (arhitekt  Bernardo Buontalenti). Povečal je mornarico, naprej razvijal Livorno, ki ga je razglasil za versko tolerantno območje, s čimer je privabil protestante in Jude, ki jih je v Livornu še danes več kot drugod po Italiji. Vpeljal je nove prijazne običaje, kot vsakoletno poklanjanje dot revnim nevestam v cerkvi San Lorenzo. 1589 je ob poplavi reke Arno osebno delil poplavljencem kruh in s čolnom obiskal prizadete vasi in jim obljubil pomoč.
Podpiral je bodočega francoskega kralja Henrika IV. v hugenotskih vojnah z denarjem in zastavil besedo pri papežu ob njegovi spreobrnitvi v katolištvo. 1600, ko je Henrik že bil kralj, je z njim poročil Marijo de' Medici, hčerko brata Francesca. A Henrik mu naklonjenosti ni vračal in zveza se je ohladila. Podprl je Filipa III. Španskega pri pohodu v Alžirijo, cesarja Svetega rimskega cesarstva v borbah proti Turkom. Z mornarico je sodeloval v bojih proti piratom in Turkom. Pridobil je formalno oblast v Sieni, ki jo je zavzel njegov oče.

## Umetnost in naravoslovje
Ferdinando I. je veliko vlagal v povrnitev nekdanje slave Medičejcev in umetniki so bili tisti, ki so mu pri tem pomagali. Buontalentiju je naročil načrt za Tribuno, osmerokotno sobo v palači Uffizi, kjer je razstavil najpomembnejše antične in renesančne umetnine iz medičejske zbirke. Naročil mu je preureditev srednjeveškega gradu Petraia v čudovito vilo z vrtom, izgradnjo lovske lože pri vili Ferdinandi. Investiral je v palačo Pitti in vrtove Boboli. Gianbologni je naročil kip Cosima I. na konju. Po zamisli svojega očeta je ob cerkvi San Lorenzo začel z gradnjo mavzoleja Medičejcev.
Kupoval je redke rokopise iz Perzije in Egipta. Porabil je ogromno denarja za pozlačeni model vesolja, ki naj bi dokazal, da je imel Ptolemaj prav, ko je trdil, da se luna, sonce in zvezde gibljejo okrog zemlje. Umetnike vseh vrst, arhitekte, slikarje, glasbenike, igralce je zaposlil ob velikih praznikih in slavjih, med katerimi so vsekakor izstopale njegova poroka s Cristino di' Lorena in poroka nečakinje Marije de Medici s francoskim kraljem Henrikom IV. Ob teh priložnostih sta bili izvedeni tudi prvi operi  Jacopa Perija Daphne in Euridice.

## Družina
Starša Ferdinanda I. de' Medici sta bila Cosimo I. de' Medici (1519-1574) in Eleonora di Toledo(1522 -1562), hčerka španskega kraljevega namestnika v Neaplju.
1589 se je poročil z Cristino di Lorena (1565 - 1636), vnukinjo francoske kraljice Katarine Medičejske, s katero sta imela 9 otrok:
1. Cosimo II. de' Medici (1590-1621), nadvojvoda Toskanski poročen Maria Maddalena d'Austria
2. Eleonora de' Medici (1591-1617))
3. Caterina di Ferdinando de' Medici (1593-1629), poročena Ferdinando I Gonzaga
4. Francesco di Ferdinando de' Medici (1594-1614)
5. Carlo de' Medici (1596-1666), kardinal
6. Filippino de' Medici (1598-1602)
7. Don Lorenzo de' Medici (1599-1648)
8. Maria Maddalena de' Medici (1600-1633)
9. Claudia de' Medici (1604-1648), poročena Federico Ubaldo I. della Rovere in nadvojvoda Leopoldo V. d'Austria